# Mavegro FC
Der Mavegro Futebol Clube, meist nur Mavegro FC, ist ein Sportverein aus der guinea-bissauischen Hauptstadt Bissau. Er ist heute vor allem für seine Fußballabteilung bekannt.

## Geschichte
Der Verein wurde vermutlich in den 1940er Jahren in der Hauptstadt der damaligen portugiesischen Kolonie Portugiesisch-Guinea als Ténis Clube de Bissau gegründet und gehörte zu den bedeutendsten Hauptstadtklubs.
Am 13. Dezember 1994 änderte der Ténis Clube de Bissau seinen Namen in Mavegro Futebol Clube, wird aber seither dennoch häufig Ténis Clube genannt.
Im gleichen Jahr 1994 gelang dem Verein auch sein erster Gewinn des Landespokals, der Taça Nacional da Guiné-Bissau, den er 2002 und 2004 erneut gewinnen konnte.
Den Supercup des Landes, die Super Taça Nacional, entschied der Verein 1994 im Spiel gegen Meister Sporting Bissau für sich.
Die Landesmeisterschaft Campeonato Nacional da Guiné-Bissau konnte der Klub bisher nicht gewinnen, seine beste Platzierung war der zweite Platz am Ende der Saison 2008 (Stand 2017).

## Erfolge
- Guinea-bissauischer Supercup:
  - 1994
- Guinea-bissauischer Pokal:
  - 1994, 2002, 2004